# Charlottenburger

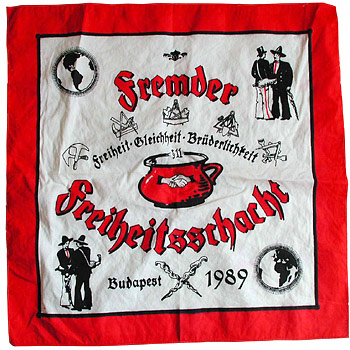
Charlottenburger vom Fremden Freiheitsschacht

Der Charlottenburger, auch Charlie genannt, ist ein bedrucktes Tuch, in das ein Wandergeselle seine Habseligkeiten einwickelt. Auch ein Wandergeselle selbst, der ein solches Tuch verwendet, wird Charlottenburger genannt. Im Gegensatz dazu hießen die Wandergesellen mit einem Wachstuchbehälter Berliner.

## Beschreibung

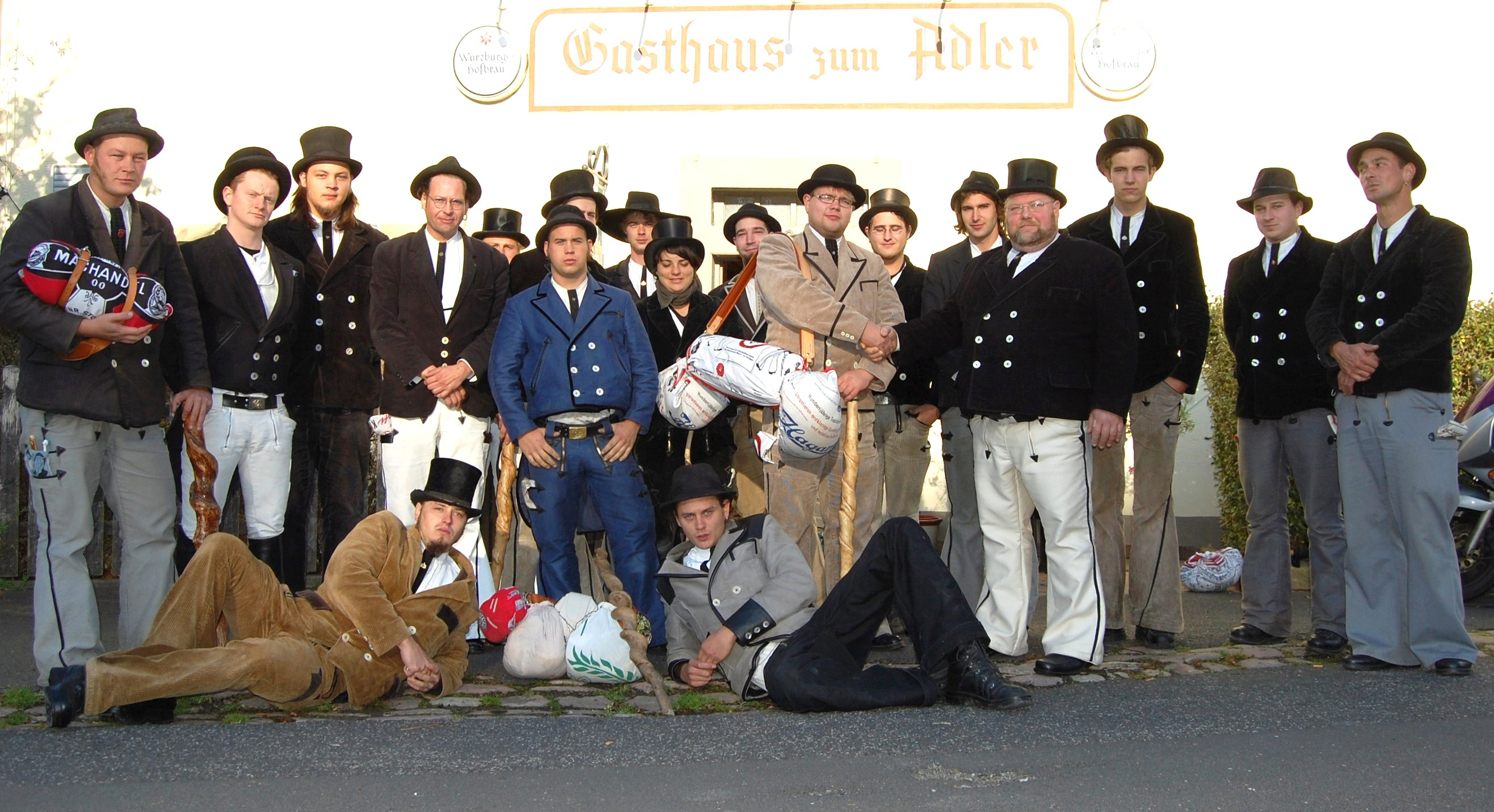
Charlottenburger in verschiedenen Tragevarianten, Deutschland, 2011

Der Charlottenburger hat etwa die Größe von 80 × 80 Zentimetern. Das Tuch kann mit dem Namen des Schachtes bedruckt sein, es werden aber auch Charlottenburger für bestimmte Anlässe entworfen und hergestellt, zum Beispiel für Kongresse der C. C. E. G. Dann steht der Anlass, das Datum oder das Jahr der Veranstaltung auf dem Charlottenburger. Der Charlottenburger ist heute ein beliebtes Tauschobjekt zwischen Wandergesellen. Er wird unter dem Arm oder auf dem Stock getragen, oder durch die Mitte des geschnürten Bündels wird eine Wasserwaage oder der Steg einer Gestellsäge geführt, an deren Ende Trageriemen befestigt werden.

## Begriffsgeschichte
Es wird angenommen, dass der Begriff auf die preußische Stadt Charlottenburg zurückgeht, die seit 1920 Teil von Berlin ist. Nach Charlottenburg wurden Gesellen mit einem Tornister oder Felleisen nicht eingelassen, da sich Läuse und anderes Ungeziefer gut darin halten konnten. Stattdessen mussten die Wandergesellen ihren Besitz in waschbaren Tüchern, den Charlottenburgern, verstauen.

## Weitere Bedeutung
Charlottenburger bezeichnet in Berlin auch eine Schnäuzmethode, bei der das Nasensekret mit Daumen und Zeigefinger auf den Boden entlassen wird.